# Бани (Доминиканская Республика)
Бани (исп. Baní) — город и муниципалитет в Доминиканской Республике, провинции Перавия. Город граничит на севере с провинцией Сан-Хосе-де-Окоа, на востоке —  с провинцией Сан-Кристобаль, на западе — с провинцией Асуа и на юге омывается водами Карибского моря. Бани расположен в 65 км от столицы республики Санто-Доминго. Муниципалитет Бани делится на 7 муниципальных районов: Вилья-Сомбреро, Вилья-Фундасьон, Каталина, Пайя, Сабана-Буэй, Эль-Карритон и Эль-Лимональ.
Название Бани происходит из языка народов таино и переводится как «изобилие воды». Так звали одного из влиятельных вождей таино в провинции Магуана, предположительно он был одним из ближайших союзников Каонабо. Поселения здесь не было до 1764 года. Тогда группа местных жителей собралась для приобретения большого участка земли. Позже они создали свою собственную деревню в долине Бани.
Культура, обычаи и быт Бани наиболее точно изображены в романе «Bani o Engracia y Antoñita», написанным Франциско Грегорио Биллини. Местный пляж «Плая Лос-Альмендрос» (исп. Playa Los Almendros) расположен в 6 км к югу от центральной площади Бани. Оригинальный дизайн города повторяет классическую испанскую площадь с парком в центре города, окруженным местной церковью и правительством (мэрией).
Покровительницей города считается «Нуэстра-Сеньора-де-Регла» (исп. Nuestra Señora de Regla), чей день празднуется 21 ноября каждого года.
Бани окружен множеством небольших муниципальных районов, многие из которых могут похвастаться своей особой самобытностью. Одним из примеров является муниципальный район Пайя, известный своим десертным блюдом (наиболее известное Дульсе де лече). Другой посёлок, Салинас, расположенный у одноимённого залива, специализируется на производстве соли. Салинас также славится своими песчаными дюнами, которые делают Доминиканскую Республику страной с крупнейшими песчаными дюнами в Карибском бассейне.

## Известные уроженцы
- Максимо Гомес (1836—1905), один из руководителей национально-освободительной борьбы кубинского народа